# 214. Infanterie-Division (Wehrmacht)
La 214. Infanterie-Division fu una divisione dell'esercito tedesco attiva durante la seconda guerra mondiale, che venne creata nel 1939 ed impiegata nella campagna di Norvegia e sul fronte orientale, dove fu distrutta nel 1945.

## Storia

### Formazione e campagna di Norvegia
La divisione fu costituita il 26 agosto 1939 ad Hanau ed all'inizio della guerra fu trasferita alla 1. Armee per proteggere il confine tra la Saar ed il Palatinato. All'inizio di aprile 1940 fu spostata sulla costa e trasferita in Norvegia nella zona di Stavanger, da dove marciò nell'area di Kristiansand, incontrando le truppe della 163. Infanterie-Division. Dopo la fine della campagna di Norvegia, rimase lì come forza di occupazione.

### Fronte orientale
All'inizio del 1944 la divisione fu preparata per il dispiegamento sul fronte orientale e trasferita nella Prussia orientale. Dal 13 febbraio 1944 ricevette 3 reggimenti e fu trasferita a Narva nel marzo 1944, per poi essere spostata all'Heeresgruppe Nordukraine nell'aprile 1944, con il quale prese parte alla battaglia di Kovel. La divisione dovette poi unirsi alla ritirata delle unità tedesche e rimase fino al gennaio 1945 sulla testa di ponte della Vistola vicino a Baranow. Poco dopo l'inizio dell'operazione Vistola-Oder, la divisione fu distrutta il 16 gennaio 1945 e solo alcuni gruppi di combattimento più piccoli riuscirono a ritirarsi fino alla Slesia, nella zona di Breslavia; tuttavia, la divisione non fu mai riorganizzata.

## Ordine di battaglia
214. Infanterie-Division 1939 
- Infanterie-Regiment 355
- Infanterie-Regiment 367
- Infanterie-Regiment 388
- Artillerie-Regiment 214
- Pionier-Bataillon 214
- Panzerabwehr-Abteilung 214
- Aufklärungs-Abteilung 214
- Infanterie-Divisions-Nachrichten-Abteilung 214
- Infanterie-Divisions-Nachschubführer 214

 214. Infanterie-Division 1944 
- Grenadier-Regiment 355
- Grenadier-Regiment 367
- Grenadier-Regiment 568
- Divisions-Füsilier-Bataillon 214
- Artillerie-Regiment 214
- Pionier-Bataillon 214
- Panzerjäger-Abteilung 214
- Infanterie-Divisions-Nachrichten-Abteilung 214
- Infanterie-Divisions-Nachschubführer 214

## Decorazioni
Un soldato della 214. Infanterie-Division venne premiato per le sue azioni in guerra con la Croce di Cavaliere della Croce di Ferro.

## Comandanti
- Generalleutnant Theodor Groppe (26 agosto 1939 - 30 gennaio 1940)
- Generalleutnant Max Horn (30 gennaio 1940 - 31 dicembre 1943)
- Generalmajor Carl Wahle (31 dicembre 1943 - 15 febbraio 1944)
- Generalleutnant Max Horn (15 febbraio 1944 - 28 febbraio 1944)
- Generalleutnant Harry von Kirchbachn (28 febbraio 1944 - 16 gennaio 1945)[1]